# 小行星8328
小行星8328（8328 Uyttenhove）是一颗围绕太阳公转的小行星。1981年8月23日，亨利·德波鸿诺在拉西拉天文台发现了此天体。
这颗小行星的绝对星等为199.58956等。